# Marcgravia weberbaueri
Marcgravia weberbaueri là một loài thực vật có hoa trong họ Marcgraviaceae. Loài này được Gilg mô tả khoa học đầu tiên năm 1908.